# Vaatbundel

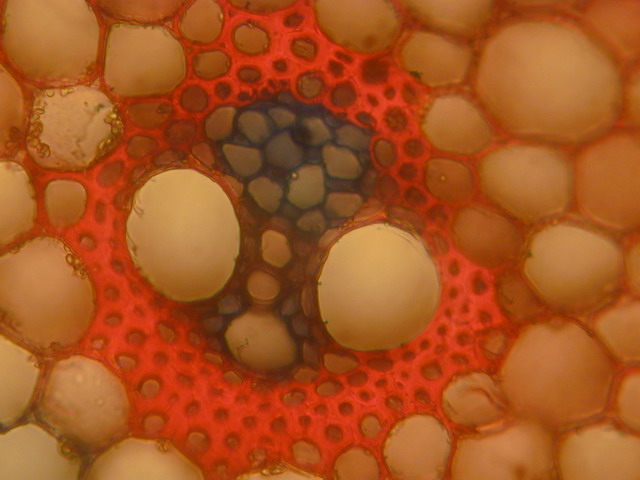
Vaatbundel (dwarse doorsnede) bij een stengel van maïs (eenzaadlobbig)

Een vaatbundel komt voor bij vaatplanten en bestaat voornamelijk uit transportweefsel: xyleem en floëem. In het floëem komen begeleidende cellen voor. Vaak wordt de vaatbundel beschermd door een schede van sclerenchymvezels en collenchym.

## Variatie bij zaadplanten
Bij eenzaadlobbigen of monocotylen komen de vaatbundels (op dwarse doorsnede) verspreid in de stengel voor. Bij eenzaadlobbigen is secundaire diktegroei zeer ongewoon. 
Bij tweezaadlobbigen of dicotylen zijn de vaatbundels in de stengel op de dwarse doorsnede ringvormig gerangschikt. Als de plant groter wordt verenigen de vaatbundels zich tot een gesloten ring, waarbij een gesloten ring van cambium wordt gevormd en secundaire diktegroei kan optreden.
Secundaire diktegroei treedt ook op bij de naaktzadigen. Bomen behoren dan ook altijd tot de tweezaadlobbigen of tot de gymnospermen. Sommige planten lijken als een boom een stam te vormen, maar de stengel van de plant wordt dan ondersteund door de bladscheden. Dit komt bijvoorbeeld voor bij de bananenplant.
| - Vaatbundel bij maïs. Door bij de grote foto met de muis cellen aan te wijzen verschijnen de bijbehorende namen. - Vaatbundel bij courgette (tweezaadlobbig) - Dwarsdoorsnede van de bladsteel bij bleekselderij; de puntjes zijn de vaatbundels. De vaatbundels zijn ringvormig gerangschikt, parallel aan de buitenkant van de stengel. |